# Hybridunterricht
Hybridunterricht bezeichnet eine Mischung  von Online- und Präsenz-Lernformen. Hybridunterricht ist daher kein Wechselunterricht.

## Begriff und verwandte Begriffe
Hybridunterricht steht in einem Zusammenhang mit den Konzepten Blended Learning und Flipped Classroom. Fokussiert die Vorstellung von Flipped Classroom auf das Verhältnis von Instruktions- und Übungsphasen, meint Blended Learning eine Vermischung von Lernformen, oft in Bezug auf Präsenz- und Online-Lernen.
Hybridunterricht wird oft als Synonym zu Blended Learning verstanden – obwohl das Adjektiv »blended« die Vermischung betont, während »hybrid« darauf hinweist, dass zwei unterschiedliche Formen nebeneinander bestehen.
Die erste deutschsprachige Verwendung des Begriffs bei Kerres und Jechle (1999) geht denn auch von der Vorstellung einer Kombination verschiedener Medien aus:

„Es setzt sich vielmehr die Sichtweise durch, daß betriebliche Bildung einer höheren Flexibilität und mehr methodischer Varianten bedarf. Genau dies lösen hybride Lernarrangements ein. Bei diesem Ansatz geht es nicht um die Überlegenheit bestimmter Medien und didaktischer Methoden, sondern um deren Kombination. Es geht also letztlich darum, die Vorteile möglicher Varianten so zu verknüpfen, daß pädagogische Ziele ebenso wie Effizienzkriterien so weit wie möglich erreicht werden können.“

Tim Kantereit hat den Begriff 2020 hingegen »zwischen« Präsenz- und Distanzunterricht verortet, was stärker auf eine räumliche Definition hinweist.

## Funktionen von Hybridunterricht
Hybridunterricht kann aus verschiedenen Gründen eingeführt oder verwendet werden:
- nachhaltigere Lernprozesse durch mediale und methodische Vielfalt
- Einbezug von digitalen Lernformen in ein Präsenzsetting
- Teilhabe von Schülerinnen und Schülern, die nicht vor Ort präsent sein können, z. B. wegen Quarantäne
- Aufteilung von Lerngruppen im Halbklassen- oder Wechselunterricht
- Weiterführung des Unterrichts in einer Krisensituation

## Debatte um Hybridunterricht in Deutschland 2020
In der Diskussion rund um Notfallszenarien zur Bewältigung der COVID-19-Pandemie und der damit verbundenen Einschränkungen von Präsenzunterricht wurde intensiv über Hybridunterricht diskutiert. Dabei kam die verengende Vorstellung auf, Hybridunterricht bezeichne insbesondere die Übertragung von Unterrichtssequenzen aus einem Schulzimmer für die Schülerinnen und Schüler, welche zuhause lernen.
Teilweise wurde in einer weiteren Engführung des Begriffs auch darüber nachgedacht, Wechselunterricht als Hybridunterricht zu bezeichnen und damit das Konzept zu bezeichnen, bei dem eine Lerngruppe im Schulzimmer, eine oder mehrere andere zuhause lernen.
Die Schulleiterin Wanda Klee korrigierte im Dezember 2020 im Tagesspiegel ein verbreitetes Missverständnis, das im Zusammenhang mit dieser Neubelegung des Begriffs entstanden ist: »Hybrid bedeutet, dass Präsenz- und Distanzunterricht miteinander verbunden sind. Es bedeutet nicht doppelte Arbeit für Lehrkräfte und halben Unterricht für Schülerinnen und Schüler.«
Im Gegensatz zu verengenden Lesarten des Begriffs verwendet Tim Kantereit im Vorwort zu dem von ihm herausgegebenen Buch »Hybrid-Unterricht 101« eine sehr offene Konzeption von Hybridunterricht, er bezeichnet damit einen Übergang hin  »zum 'neuen' digitalen Fernunterricht«.
Die Bewertung des Einsatzes von Hybridunterricht in Schulen ist sehr verschieden und hängt sowohl von den technischen Voraussetzung wie von den pädagogischen Möglichkeiten ab.

## Berliner SchulversuchHybride Formen des Lehrens und Lernens
Das Land Berlin erprobt seit dem Schuljahr 2021/22 im Schulversuch Hybride Formen des Lehrens und Lernens (auch BE.hybrid) die Möglichkeiten hybrider Unterrichtssettings.
In der Vorstellung des Schulversuchs wurden die Ziele wie folgt formuliert:
1. Didaktisch sinnstiftender und nachhaltiger Einsatz digitaler Werkzeuge zur Optimierung des Lernerfolgs der Schülerinnen und Schüler
2. Einsatz digitaler Medien, um sowohl das individualisierte Lernen als auch das kollaborative Lernen und Arbeiten zu unterstützen
3. Förderung der Selbst- und Sozialkompetenzen, die Schülerinnen und Schüler für das erfolgreiche und selbstwirksame Lernen in „hybriden Settings“ benötigen